# Exército Islâmico de Salvação
O Exército Islâmico de Salvação (EIS) (em francês:  Armée islamique du salut) é uma organização terrorista argelina ligada como o braço armado da Frente Islâmica de Salvação (FIS), criada em 1993 com a integração de diferentes grupos desorganizados que tinham caráter islâmico que na sua maioria pertenciam ao Grupo Islâmico Armado (GIA), o qual havia se separado.
Após a vitória da FIS nas eleições de 30 de dezembro de 1991, os militares deram um golpe de Estado, suspendendo o processo eleitoral e declarando estado de emergência em todo o território. O EIS contestou iniciando uma série de ações violentas contra as forças armadas, e os estrangeiros residentes no país, especialmente os franceses. 
Após a eleição de 1994, Liamine Zéroual e à sua política de apaziguamento, o grupo anunciou um cessar-fogo em 1997 e após a publicação da Lei de Concórdia Civil de 1999, emitiu um comunicado que dava por finalizada a luta armada, embora a organização não fosse dissolvida.